# Alte Pfarrkirche Götzis

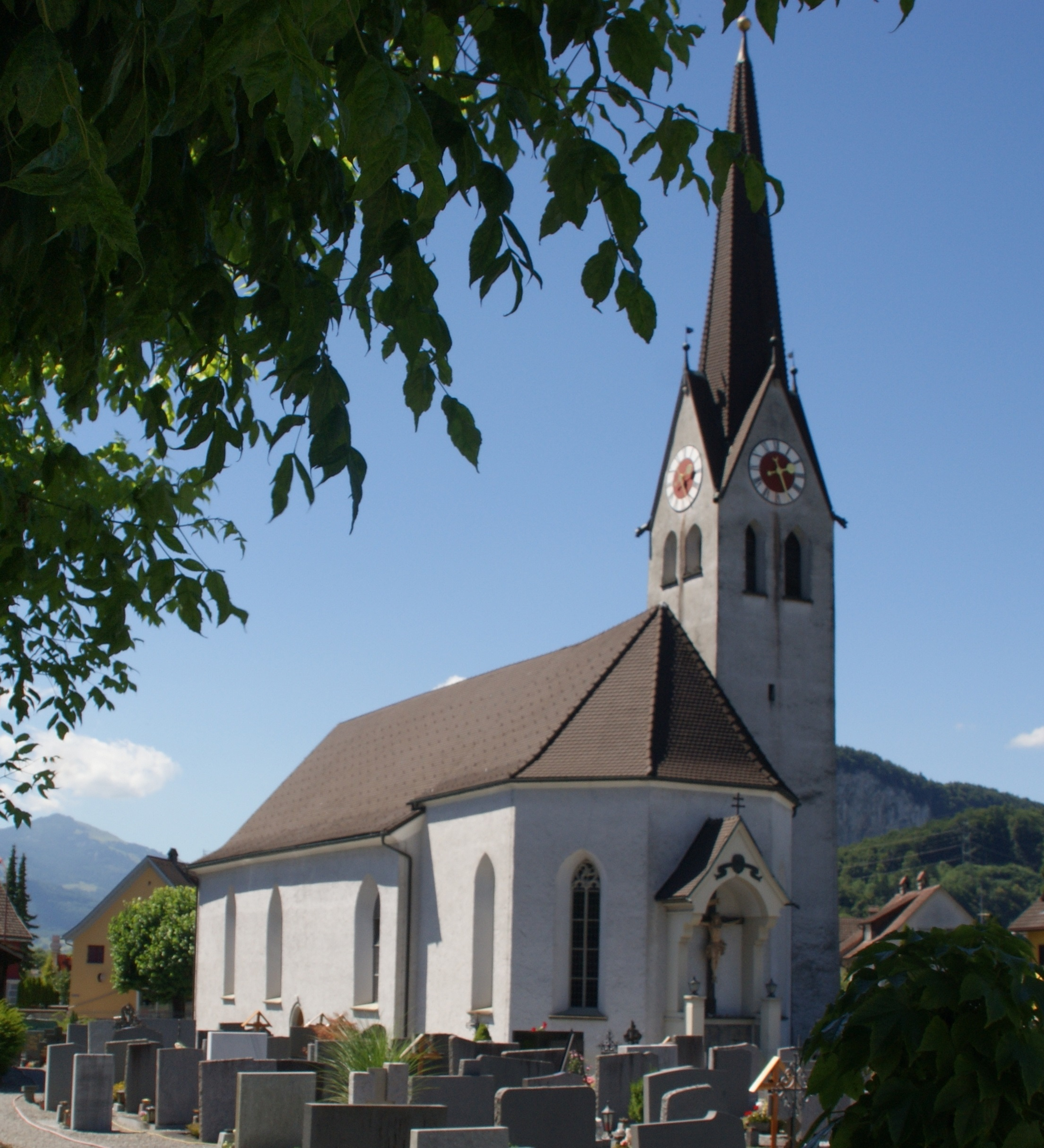
Alte katholische Pfarrkirche hl. Ulrich in Götzis

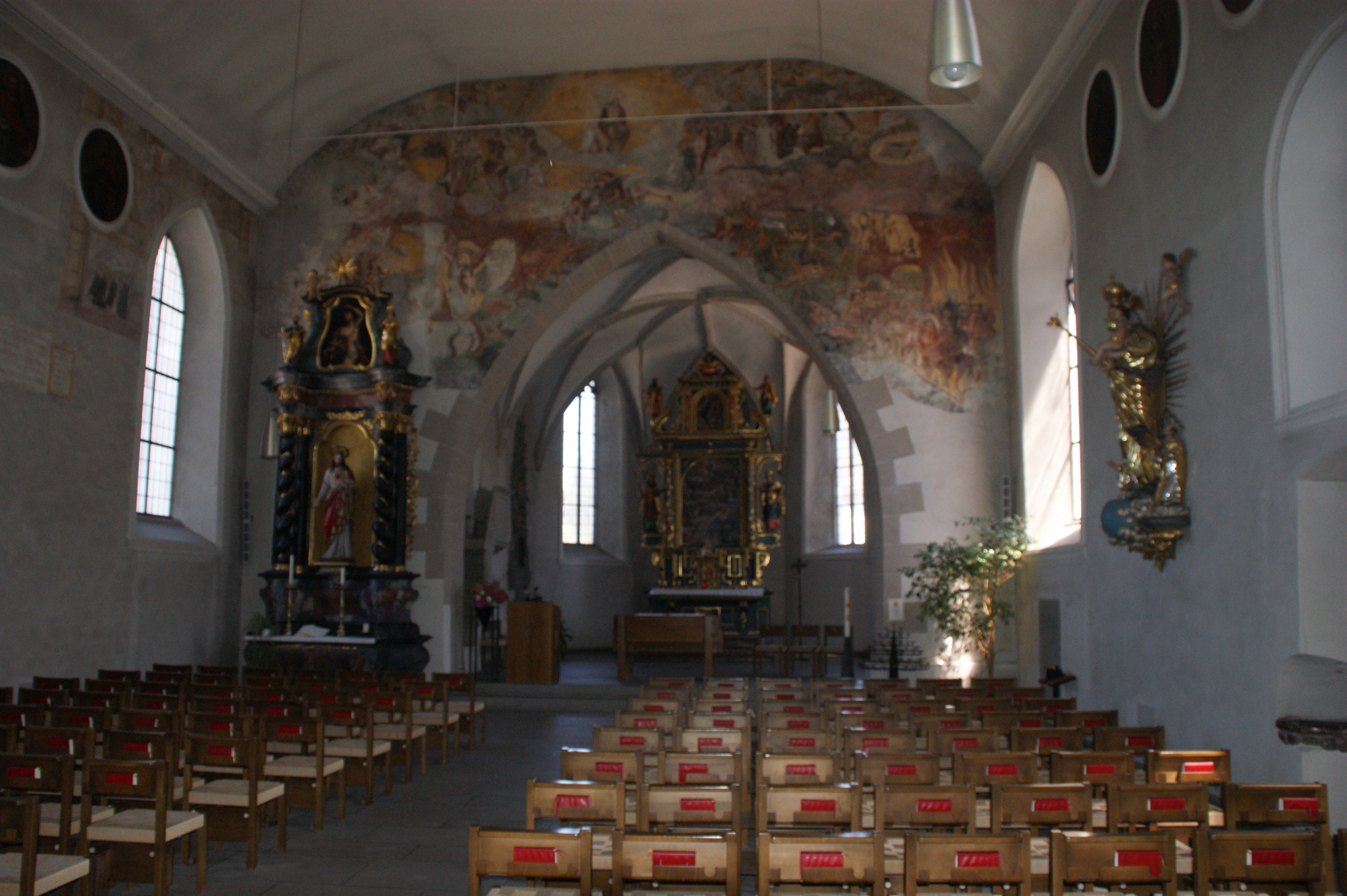
Im Langhaus zum etwas nach Süden verschobenen Chor, mit Wandmalerei an der Chorwand

Die römisch-katholische Alte Pfarrkirche Götzis steht an der alten Dorfstraße im Südwesten der Marktgemeinde Götzis im Bezirk Feldkirch in Vorarlberg. Die auf den heiligen Ulrich geweihte Pfarrkirche gehört zum Dekanat Rankweil der Diözese Feldkirch. Die Kirche und der Friedhof stehen unter Denkmalschutz.

## Geschichte
Bei Grabungen, der Friedhof wurde 1875 erweitert, wurden der Grundriss einer Chorturmkirche ergraben. Bei Grabungen (1980) wurde das Fundament des Turmes von 1340 gefunden. Um 1509 wurde die Kirche vergrößert und 1514 neu geweiht. Von 1974 bis 1981 wurde die Kirche restauriert.

## Architektur
An das Langhaus schließt ein aus der Längsachse nach Süden verschobener eingezogener Chor an. Der Nordturm steht am Chor. Langhaus und Chor haben Spitzbogenfenster. Das Langhaus hat längs beidseits je ein Spitzbogenportal. Die Giebelfassade hat Segmentbogenfenster und ein Spitzbogenportal mit einer plastischen Gliederung aus 1833. Die Holztüren sind mit 1679 bezeichnet. An der Chorstirnseite ist ein Kruzifix von Gustav Bachmann (1927).
Das Kircheninnere zeigt im Langhaus über den Spitzbogenfenstern über einem Gesimsband eine Flachbogentonne. Der Chorbogen ist eingezogen und abgefast. Der eingezogene einjochige Chor mit einem Fünfachtelschluss hat ein Netzrippengewölbe mit einfach gekehlten Rippen auf Konsolen mit Masken und Wappen, von links nach rechts eine Fratze, ein österreichisches Bindenschild, einen Cherubskopf, eine Blattkonsole mit 1540, eine Fratze und ein bärtiger Kopf. Die runden Schlusssteine zeigen ein Relief hl. Ulrich und den Doppeladler.
Das Langhaus zeigt an der Decke die Himmelfahrt Mariens mit der Signatur J. Ziper pinxit 1805, Jul. Webinger renov. 1932, und an den Wänden in Medaillons die zwölf Apostel. Fresken an der Chorbogenwand zeigen das Jüngste Gericht mit Christus, Maria, Heiligen, Vertretern der hohen Geistlichkeit und Weltlichkeit, Laster wie Säuferei, Thräghait, Unkhadhait, mit der Jahresangabe 161?, an der nördlichen Langhauswand, rückseitig obere Reihe Einzug in Jerusalem mit Stifter und Wappen, Abendmahl mit Stifterfamilie (Gemse), Fußwaschung mit Stifter und Wappen (Ems), untere Reihe Christus vor Kaiphas (Stifter und Wappen von Sonderberg), Geißelung und Dornenkrönung (zwei Stifterfiguren und Wappen), unter dem Fenster Teil der Kreuzigung mit unleserlichen Wappen. In der Mitte über dem Seiteneingang links der Nische drei Krieger, darunter zwei Stifterfiguren, rechts der Nische die Evangelisten Johannes, Lukas und Markus, jeweils mit Stifterfigur, Markus mit Christian Kruger, rechts vom Evangelisten Lukas große Schrifttafel mit dem Text aus Job. XIII, rechts davon kleine Schrifttafel ANNO DOM Im MDLXVIII mit 1583. Vorne unter dem Gesims Teile einer figuralen Szene. An der südlichen Langhauswand rückwärts bei der Empore Freskoepitaph mit Gebälkfiguren, links ein Heiliger mit einem Buch, in der Mitte Christuskind mit Weltkugel, rechts die hl. Katharina, im linken Teil des Epitaphs hl. Maria mit Jesus, Johannes und Kindern, unten eine Stifterfamilie des Thomas Walser zu Klaus, Landammann beider Gerichte zu Rankweil und Sulz mit 1613.

## Ausstattung
Der Hochaltar mit einem Aufbau aus der Mitte des 17. Jahrhunderts zeigt das Hochaltarbild Mariä Aufnahme in den Himmel mit der Dreifaltigkeit und Heiligen sowie die Glorie des hl. Ulrich, mit der Signatur L. W. Pictor 1657 (Leonhard Werder), das Oberbild zeigt den hl. Michael. Der Hochaltar trägt Seitenfiguren, links den hl. Ulrich, rechts die hl. Katharina, im Aufsatz links ein Apostel, rechts die hl. Barbara. Der Tabernakel ist aus 1898. Das Antependium hat ein Relief mit Abraham und Isaak aus dem Anfang des 19. Jahrhunderts.
Der linke Seitenaltar hl. Eligius wurde 1832 mit Josef Zipper renoviert und 1909 renoviert mit Anton Jehly. Der Aufbau hat zwei gerade und zwei gedrehte Säulen und anstelle eine Gemäldes die Figur Herz Jesu aus dem Ende des 19. Jahrhunderts. Der Aufsatz zeigt das Oberbild Marter des hl. Sebastian und trägt die Figuren links Paul und rechts Heiliger.
An der rechten Langhausseite steht die Figurengruppe Immaculata mit Katharina von Siena und Dominikus aus dem Ende des 17. Jahrhunderts.
Das Weihwasserbecken aus rotem Marmor ist aus dem 18. Jahrhundert.
Die Orgel aus 1968 baute Gregor Hradetzky. Eine Glocke ist aus dem 15. Jahrhundert.